# Jan Nepomucen Głowacki

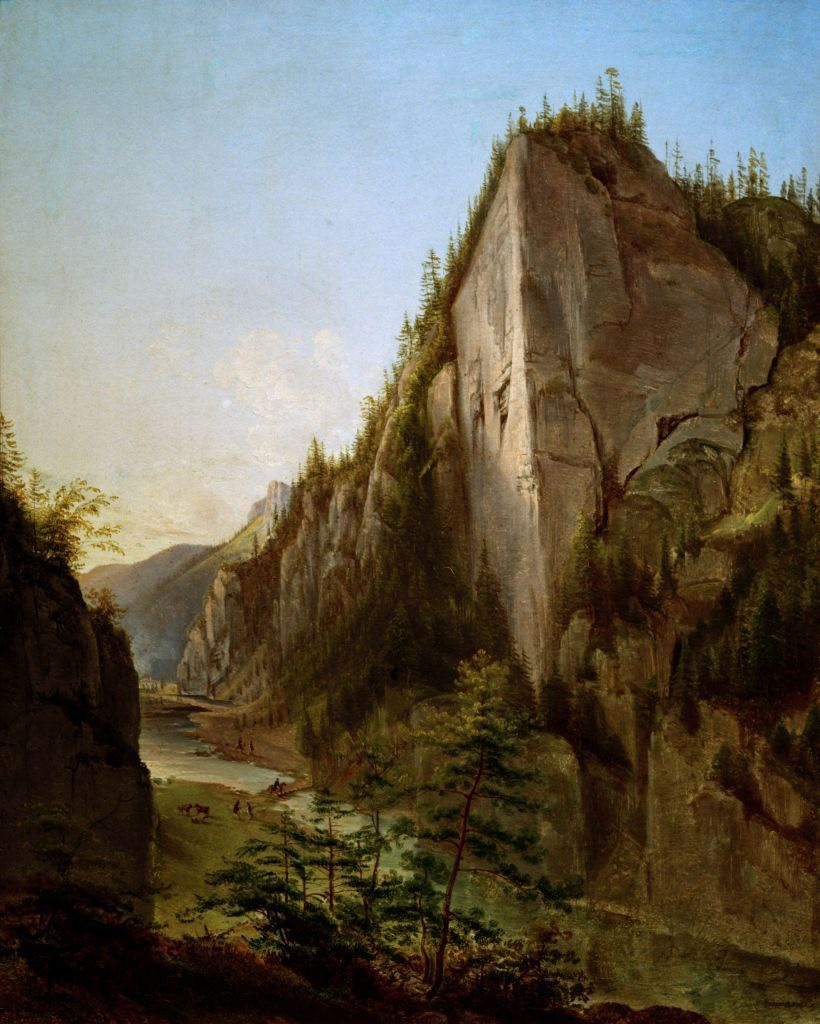
Das Kościeliska-Tal in der Tatra, Öl auf Leinwand, 1840, Bestand Nationalmuseum Breslau

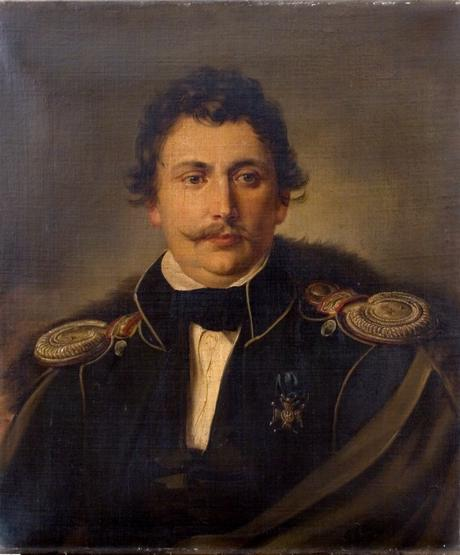
Portraitgemälde des Offiziers Józef Patelski von 1846

Jan Nepomucen Głowacki (* 1802 in Krakau; † 28. Juli 1847 daselbst) war ein polnischer Maler, Zeichner und Miniaturist der Romantik.

## Leben
Er war ein Sohn des Orgelbauers Błazej Głowacki und verbrachte seine Schulzeit im Lizeum zur Heiligen Anna. Von 1819 bis 1825 studierte er an der Akademie der Bildenden Künste Krakau unter Antoni Brodowski und Józef Peszka. An den Akademien in Prag, München, Rom (Stipendium der Stadt Krakau) und Wien (bei Franz Steinfeld) vervollständigte er seine Ausbildung.
Im Jahr 1828 kehrte Głowacki nach Krakau zurück. Hier war er zunächst als Zeichenlehrer am St. Anna-Lizeum und später als außerordentlicher Professor an der Akademie tätig. Ab 1837 war er Mitglied der Krakauer Wissenschaftlichen Gesellschaft. Ab 1840 hatte er das Lehramt für Landschaftsmalerei an der Schule für schöne Künste inne.
Głowacki war ein technisch versierter Maler, der sich als erster polnischer Maler Ansichten der Tatra und der Vorgebirgsregion Podhale widmete. So gilt das 1837 entstandene Gemälde des Gebirgssees Morskie Oko als erstes Landschaftsgemälde der Hohen Tatra. Es steht für den Beginn der polnischen Gebirgsmalerei, was ihm auch den Titel Vater der polnischen Landschaftsmalerei einbrachte. Daneben fertigte er zahlreiche Porträts, die von der Wiener Malschule und Thomas Lawrence beeinflusst waren. Auch religiöse und mythologische wie Genremotive interpretierte Głowacki.
Die umfangreichste Sammlung von Głowackis Werken besitzt das Nationalmuseum in Krakau.